# 81-es busz (Pécs)
A pécsi 81-es jelzésű autóbusz Somogy és Hird között közlekedett iskolai előadási napokon.

## Története
Az 1990-es évek elején került a menetrendbe a 81-es járat 2+1 menettel, valamint 81A járatként Petőfi-akna és Hird, Kenerfonó között 0+1 menettel – ez utóbbit 1995 júniusában leállították. Az 1990-es évek végén került át a kiadott menetrendi tájékoztatóban a 13-as járathoz. A reggeli járatot különjárat végezte, a délutáni járatok 13-as járatként érkeztek meg és tértek vissza a Budai Állomásra.

## Útvonala
| Hird, Harangláb utca – Petőfi-akna: | Petőfi-akna – Hird, elágazás: |
| --- | --- |
| Hird, Harangláb utca – Harangláb utca – Zengő utca – Szövőgyár utca – Hirdi út – Szövetkezet utca – Bethlen Gábor utca – Bencze József utca – M utca – Petőfi-akna | Petőfi-akna – M utca – Bencze József utca – Bethlen Gábor utca – Szövetkezet utca – Hirdi út – Szövőgyár utca – Zengő utca – Hird, elágazás |

## Megállóhelyei
Az átszállási kapcsolatok között a 82-es jelzésű járat nincsen feltüntetve, amely (István-aknáról indulva) a Bethlen Gábor utcától Petőfi-aknáig közlekedik. A Petőfi-aknától szombaton és munkaszüneti napokon igény esetén közlekedik járat Hird, elágazás megállóhelyig.
| 81 (Hird, Harangláb utca / Hird, elágazás – Petőfi-akna) |                           |          |                                              |                                             |
| Perc (↓)                                                 | Megállóhely               | Perc (↑) | Átszállási kapcsolatok a járat megszűnésekor | Létesítmények                               |
| ∫                                                        | Hird, elágazás végállomás | 15       |                                              |                                             |
| 0                                                        | Hird, Harangláb utca      | ∫        | 13, 13Y, 113, 160                            |                                             |
| 1                                                        | Hadik András utca         | ∫        | 13, 13Y, 113, 160                            |                                             |
| 3                                                        | Zengő utca                | 14       | 13, 13Y, 113, 160                            |                                             |
| 4                                                        | Hirdi út                  | 13       | 13, 13Y, 113, 160                            |                                             |
| 5                                                        | Kerékhegy                 | 11       | 13, 13Y, 113, 160                            |                                             |
| 8                                                        | Bethlen Gábor utca        | 8        | 14, 14Y                                      |                                             |
| 13                                                       | Vasasi iskola             | 3        | 14, 14Y                                      | Vasas-Somogy-Hird Óvoda és Általános Iskola |
| 14                                                       | Bencze József utca        | 2        | 14, 14Y                                      |                                             |
| 15                                                       | M utca                    | 1        | 14, 14Y                                      |                                             |
| 17                                                       | Petőfi-akna végállomás    | 0        | 14, 14Y                                      |                                             |